# Grylloclonia papallacta
Grylloclonia papallacta är en insektsart som först beskrevs av Giglio-Tos 1910.  Grylloclonia papallacta ingår i släktet Grylloclonia och familjen Pseudophasmatidae. Inga underarter finns listade i Catalogue of Life.